# Corey Crawford
Corey Crawford (* 31. Dezember 1984 in Montréal, Québec) ist ein ehemaliger kanadischer Eishockeytorwart. Von 2006 bis 2020 bestritt er 488 Partien für die Chicago Blackhawks in der National Hockey League, die ihn im NHL Entry Draft 2003 an 52. Position ausgewählt hatten. Mit dem Team gewann er in den Playoffs 2013 und 2015 den Stanley Cup, während er persönlich in den gleichen Jahren mit der William M. Jennings Trophy geehrt wurde. Mit der kanadischen Nationalmannschaft gewann Crawford beim World Cup of Hockey 2016 die Goldmedaille.

## Karriere

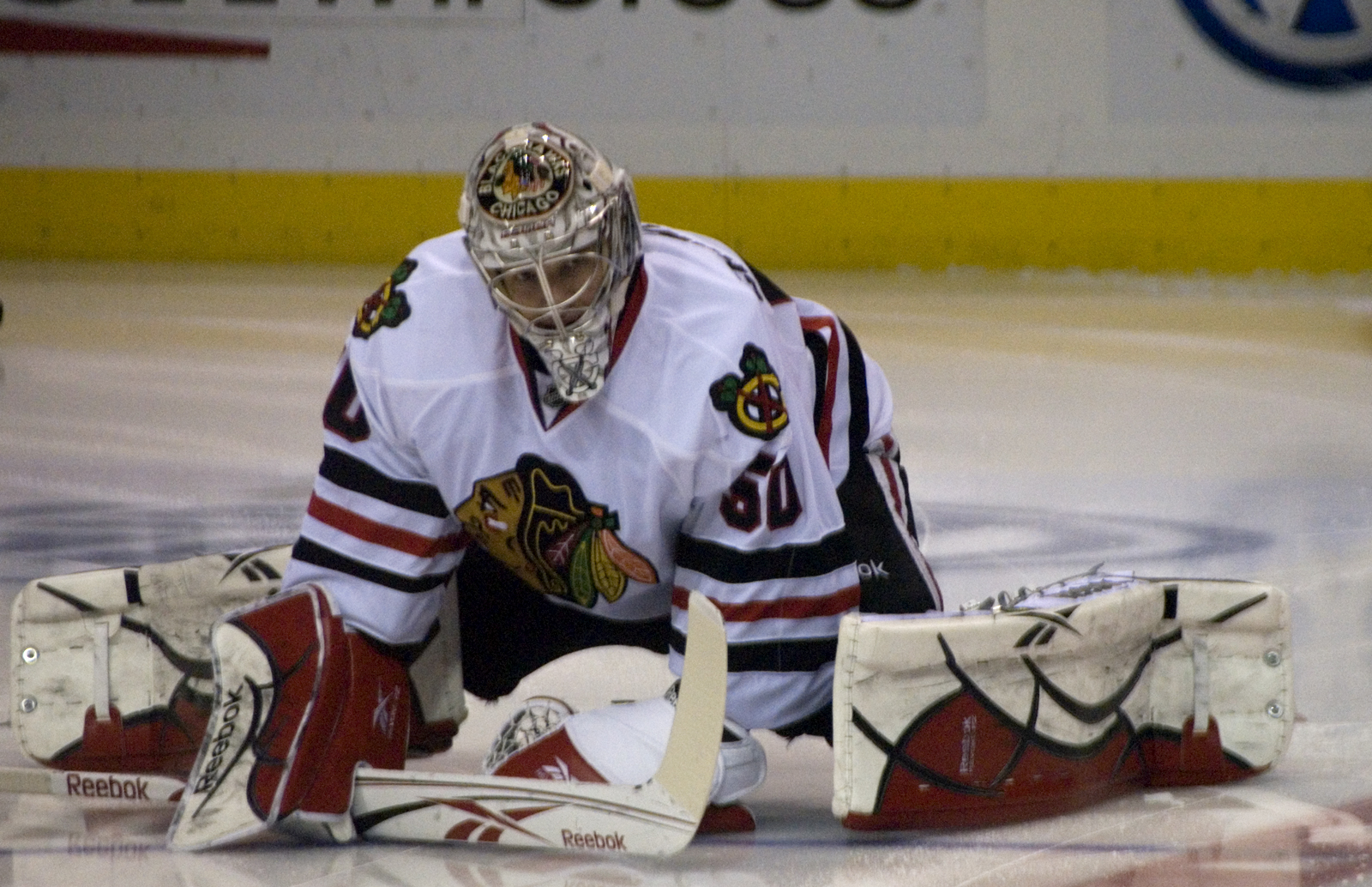
Corey Crawford im Trikot der Chicago Blackhawks

Corey Crawford wurde während des NHL Entry Draft 2003 in der zweiten Runde als insgesamt 52. Spieler von den Chicago Blackhawks ausgewählt. Seine Karriere begann der Kanadier bei den Moncton Wildcats aus der Quebec Major Junior Hockey League, für die er von 2001 bis 2005 insgesamt vier Jahre lang spielte. Für die Saison 2005/06 wurde der Torwart erstmals in den Kader der Norfolk Admirals, das damalige Farmteam Chicagos, aus der American Hockey League aufgenommen. In derselben Spielzeit gab Crawford sein Debüt in der National Hockey League, in der er zweimal für die Blackhawks im Tor stand. In der folgenden Spielzeit stand er fünfmal für Chicago in der NHL im Tor und erreichte dort erstmals einen Shutout. Für das neue AHL-Farmteam der Blackhawks, die Rockford IceHogs, stand er 55 Mal in der AHL auf dem Eis.
Zur Saison 2008/09 erhielt er einen neuen Kontrakt bei den Chicago Blackhawks, der später abermals verlängert wurde. In derselben Spielzeit war er weiterhin Stammtorwart bei den Rockford IceHogs in der AHL. In den NHL-Playoffs kam Crawford am 24. März 2009 zu seinem ersten Einsatz, als er Cristobal Huet im zweiten Drittel des Spiels ersetzte. Auch in der folgenden Spielzeit absolvierte Crawford lediglich eine Begegnung für die Hawks, während er im Farmteam in Rockford als Stammkraft gesetzt war. Nachdem zur Saison 2010/11 neben Huet auch Antti Niemi das Team verlassen hatte, bildete Crawford in dieser Spielzeit gemeinsam mit Marty Turco das Torwartduo in Chicago. Crawford, der als Back-up von Turco eingeplant war, stieg nach dessen unbefriedigenden Leistungen selbst zum Stammtorhüter der Hawks auf und verbuchte im Saisonverlauf vier Shutouts und eine Fangquote von 91,7 Prozent. Im Mai 2011 verlängerten die Blackhawks den auslaufenden Kontrakt mit Crawford um drei Jahre bis zum Saisonende 2013/14. 2013 gewann er mit Chicago seinen ersten Stanley Cup, dem 2015 der zweite folgte. Zudem unterzeichnete der Kanadier im September 2013 vorzeitig einen neuen Sechsjahresvertrag bei den Blackhawks, der ihm ein durchschnittliches Jahresgehalt von 6 Millionen US-Dollar einbringen soll.
Diesen erfüllte er und verließ das Team im Oktober 2020 nach 15 Jahren, indem er sich als Free Agent im Rahmen eines Zweijahresvertrages den New Jersey Devils anschloss. Kurz vor Beginn der Saison 2020/21 verkündete er jedoch das Ende seiner aktiven Karriere. Zu diesem Zeitpunkt hatten nur Tony Esposito und Glenn Hall im Trikot der Blackhawks mehr Spiele (488) absolviert oder Siege (260) errungen als Crawford.

### International
Für die kanadische Nationalmannschaft debütierte Crawford beim World Cup of Hockey 2016 und gewann dort mit dem Team direkt die Goldmedaille.

## Erfolge und Auszeichnungen
| - 2003 Teilnahme am CHL Top Prospects Game - 2004 Defensiver LHJMQ-Spieler des Jahres - 2004 LHJMQ Second All-Star Team - 2005 LHJMQ Second All-Star Team - 2011 NHL All-Rookie Team - 2013 William M. Jennings Trophy (gemeinsam mit Ray Emery) | - 2013 Stanley-Cup-Gewinn mit den Chicago Blackhawks - 2015 Teilnahme am NHL All-Star Game - 2015 William M. Jennings Trophy (gemeinsam mit Carey Price) - 2015 Stanley-Cup-Gewinn mit den Chicago Blackhawks - 2017 Teilnahme am NHL All-Star Game |

### International
- 2016 Goldmedaille beim World Cup of Hockey

## Karrierestatistik
Stand: Ende der Saison 2019/20

### International
Vertrat Kanada bei:
- World Cup of Hockey 2016

(Legende zur Torhüterstatistik: GP oder Sp = Spiele insgesamt; W oder S = Siege; L oder N = Niederlagen; T oder U oder OT = Unentschieden oder Overtime- bzw. Shootout-Niederlage; Min. = Minuten; SOG oder SaT = Schüsse aufs Tor; GA oder GT = Gegentore; SO = Shutouts; GAA oder GTS = Gegentorschnitt; Sv% oder SVS% = Fangquote; EN = Empty Net Goal; 1 Play-downs/Relegation; Kursiv: Statistik nicht vollständig)